# Fizjologia serca
Podstawową czynnością układu krążenia jest zapewnienie przepływu krwi w naczyniach. Układ krążenia jest niezbędny do zapewnienia następujących funkcji:
- transportowanie tlenu i substratów odżywczych do tkanek;
- usuwanie dwutlenku węgla i produktów przemiany materii ze wszystkich tkanek organizmu;
- regulacja temperatury organizmu poprzez skórną regulację przepływu krwi;
- udział w reakcjach odpornościowych organizmu - transport przeciwciał, leukocytów do miejsca infekcji;
- transport hormonów.

Skurcze serca są kontrolowane przez układ bodźcoprzewodzący serca. Fala depolaryzacji biegnąca przez mięśniówkę przedsionków i komór powoduje ich skurcz, faza repolaryzacji poprzedza ich rozkurcz. Skurcz i rozkurcz zarówno przedsionków jak i komór powtarza się cyklicznie z częstością ok. 72 skurczów na minutę w spoczynku. Jeden cykl pracy serca trwa około 800 ms.
Podczas rozkurczu komór krew napływa z przedsionków przez otwarte zastawki przedsionkowo-komorowe. Skurcz mięśniówki przedsionków wyprzedza skurcz mięśniówki komór serca, więc krew swobodnie zostaje wtłoczona podczas skurczu przedsionków do komór serca.
Ciśnienie skurczowe w lewej komorze jest pięciokrotnie wyższe od ciśnienia skurczowego w komorze prawej. Mimo tej różnicy ciśnień objętość krwi wyrzucanej z komór podczas ich skurczu jest zbliżona.
Objętość wyrzutowa serca (ang. stroke volume, SV) - jest to objętość krwi wytłoczona przez jedną z komór serca podczas jej skurczu. U dorosłego mężczyzny objętość krwi wytłoczonej przez komorę podczas skurczu wynosi około 70-75 ml.
Pojemność minutowa (ang. cardiac output, CO) - jest to objętość krwi wytłoczonej przez jedną z komór w czasie jednej minuty. Pojemność minutową oblicza się mnożąc objętość wyrzutową przez liczbę skurczów w czasie jednej minuty. Przykładowo: objętość wyrzutowa komory w spoczynku wynosi 70 ml, więc przy 70-75 skurczach na minutę daje to wynik objętości minutowej serca równy ok. 5 l/min (70 ml x 70/min = 5 l/min).
Wskaźnik sercowy (ang. cardiac index, CI) - jest to wskaźnik, który jest stosunkiem pojemności minutowej serca do powierzchni ciała. Pojemność minutowa serca w spoczynku przeliczona jest na m² powierzchni ciała (ok. 3,2 l/min/m2).
Objętość wyrzutowa serca jest zależna od kilku czynników, do których zalicza się między innymi: ciśnienie tętnicze, kurczliwość komór, objętość krwi w komorze na początku jej skurczu. Na częstość skurczów serca wpływa m.in. autonomiczny układ nerwowy - współczulny przyspiesza czynność serca, przywspółczulny zwalnia ją.
Na pracę serca ma wpływ pobudzenie receptorów. Wyróżnia się cztery rodzaje działania receptorów na komórki mięśnia sercowego:
- efekt inotropowy:
  - dodatni: zwiększenie siły skurczu mięśnia sercowego
  - ujemny: zmniejszenie siły skurczu mięśnia sercowego
- efekt chronotropowy:
  - dodatni: zwiększenie częstości skurczów mięśnia sercowego
  - ujemny: zmniejszenie częstości skurczów mięśnia sercowego
- efekt batmotropowy:
  - dodatni: obniżenie progu pobudliwości komórek mięśnia sercowego
  - ujemny: podwyższenie progu pobudliwości komórek mięśnia sercowego
- efekt dromotropowy
  - dodatni: zwiększenie szybkości przewodzenia w mięśniu sercowym
  - ujemny: zmniejszenie szybkości przewodzenia w mięśniu sercowym

Przeczytaj ostrzeżenie dotyczące informacji medycznych i pokrewnych zamieszczonych w Wikipedii.